# Александър Стамболийски
Вижте пояснителната страница за други личности с името Александър Стамболийски.
Александър Стоименов Стамболийски е български политик, водач на Българския земеделски народен съюз (БЗНС). Той е министър-председател на България в правителството на БЗНС (1919 – 1923).

## Биография

### Ранни години
Роден е на 1 март 1879 г. в Славовица, Пазарджишко. Александър Стамболийски учи в земеделското училище в Садово (1893 – 1895) и завършва Лозаро-винарското училище в Плевен (1895 – 1897). В Плевен е ученик на основателя на Българския земеделски съюз (БЗС) Янко Забунов. През 1899 г. участва в учредителния конгрес на БЗНС. През следващите години учи философия в Хале и агрономия в Мюнхен, но прекъсва образованието си поради заболяване от туберкулоза.

### Навлизане в политиката
След завръщането си в България се занимава с политическа дейност. През 1908 г. Александър Стамболийски е избран за народен представител от БЗНС. Той се превръща във фактически водач на БЗНС и под негово влияние съюзът е преобразуван от съсловна организация в политическа партия. Народен представител в XIV (1908 – 1911) и XVI-XX (1913 – 1923) обикновено Народно събрание, както и в V (1911) Велико народно събрание. Под негово въздействие БЗНС провъзгласява лозунга за самостоятелна селска власт, която трябва да защитава „общоселските интереси".
За разлика от марксизма Стамболийски пропагандира, че обществото се дели не на класи, а на съсловия. Тъй като най-голямото съсловие в България е селското и тъй като държавата съществува и се развива благодарение на неговия труд, то и политическата власт според Стамболийски следва да бъде в негови ръце. Това ще осигури истинско народовластие. В интерес главно на селското съсловие е необходимо да се проведат коренни реформи в полза на развитието на дребната собственост и производство, като заедно с това ще се отхвърли и експлоатацията на селото от града. В политическата област това ще доведе до отмирането на традиционните буржоазни партии.
Републиканец и пацифист по убеждения, Стамболийски остро се противопоставя на промените в Търновската конституция през 1911 година и на участието на България в Първата световна война. Когато Австро-Унгария обявява война на Сърбия през 1914 г., той изразява в Народното събрание надеждата си за победа на сърбите. На виковете, че е сърбоман и предател, Стамболийски заявява: „В момент, като настоящия, когато са застрашени наши братя южни славяни, аз не съм нито сърбин, нито българин, аз съм южен славянин“.
След скандал при среща с Фердинанд през 1915 година, където категорично осъжда плана на Фердинанд България да се включи в Първата световна война на страната на Централните сили, Стамболийски е отстранен от парламента и осъден на доживотен затвор. По време на Войнишкото въстание през септември 1918 г. е освободен и е изпратен заедно с други политици да води преговори с въстаниците за мирно разрешаване на конфликта. Под влияние на своя сътрудник Райко Даскалов решава да оглави въстанието и бива провъзгласен за председател на т.нар. Радомирска република. След неуспеха на бунта се укрива, но през декември 1918 г. е амнистиран заедно с повечето участници.

### Премиер
През януари 1919 г. Стамболийски се включва в коалиционното правителство на Теодор Теодоров. Участва в преговорите за сключване на мирен договор на Парижката конференция. След отказа на Теодоров да приеме наложените условия, Стамболийски оглавява правителството и на 27 ноември 1919 г. подписва Ньойския договор, след което, според някои сведения, счупва писалката. След парламентарните избори от 21 май 1920 г. правителството е съставено само от представители на БЗНС.
Правителството на Александър Стамболийски се опитва да изведе страната от международната изолация след Първата световна война чрез активно участие в дейността на Обществото на народите и установяване на приятелски отношения с Кралството на сърби, хървати и словенци. Подкрепя идеята за създаване на Федерация на южните славяни. Това води до крайно изостряне на отношенията между земеделското правителство и ВМРО. В борбата си срещу ВМРО правителството се ползва от услугите на Македонската федеративна организация. Изпратени са допълнителни войскови, жандармерийски и полицейски части в Петричкия и Кюстендилския окръг за ликвидиране на базите на ВМРО.
Във вътрешен план правителството на Стамболийски провежда някои реформи, част от които са спорни. Поземлената реформа ограничава размера на поземлената собственост. Въвежда се трудова повинност поради разпускането на войската, наложено от мирния договор. Опростява се правописът. На практика е наложена земеделска диктатура, крепена от т. нар. Оранжева гвардия, комбинирана с авторитарно управление.
Междувременно под натиска на Антантата в България през 1921 г. са настанени Врангеловите белогвардейски войски, които са около двайсет и четири хиляди души. След извършени обиски са разкрити документи, уличаващи белогвардейските части в България в действия против властите. На 11 май те са разпуснати с постановление на правителството, а техни висши чинове са арестувани и екстернирани. До края на годината са закрити всички военни формирования и руската императорска легация в София. По решение на конференцията на посланиците на Антантата от 17 май оръжието на Врангеловата армия е предадено на Съглашението.
През 1922 г. е проведен референдум за съдене на виновниците за националните катастрофи. На него привържениците на БЗНС и БКП с голямо мнозинство налагат осъждането на част от политическия и военен елит на България по време на войните от 1913 – 1918 г. По-късно се провеждат политически репресии както срещу БКП, така и срещу буржоазната опозиция. Основен инструмент на репресиите е т.нар. Оранжева гвардия — леко въоръжени отряди селяни, верни на БЗНС и Стамболийски.

### Деветоюнски преврат
Към началото на 1923 г. режимът на Стамболийски губи влияние извън средите на българското селячество. На 4 февруари е извършен неуспешен атентат от ВМРО срещу него и министрите Александър Оббов, Петър Янев и Цанко Бакалов в ложата на Народния театър. Подписването на Нишката спогодба от 23 март 1923 г. с Кралството на сърби, хървати и словенци за „обезопасяване на границата“ между двете държави прелива чашата на търпението. Носят се слухове, че са водени тайни преговори за Балканска федерация, в която България ще е под егидата на Сърбия. Срещу Стамболийски се настройват голяма част от интелигенцията, македонските организации, белогвардейците, военните, буржоазните партии, комунистите. На 9 юни 1923 г. срещу правителството на Стамболийски е извършен военен преврат, организиран от Военния съюз с подкрепата на буржоазните партии и царя. Помещаващата се в София централа на Оранжевата гвардия е бързо обезоръжена.
Иначе враждебна на каузата на буржоазните партии и царя, БКП заема позиция на неутралитет и лишава стихийните проземеделски бунтове от възможната си подкрепа. Това е продиктувано от силната антикомунистическа линия на Стамболийски в последните години на управлението му. Васил Коларов изпраща от Москва телеграма, в която съветва БКП да вземе участие в действията против новия режим. Тя обаче е прекалено закъсняла и дава резултат едва при Септемврийското въстание през същата година.

### Убийство
По време на преврата Стамболийски се намира в родното си село Славовица и не успява да реагира адекватно. Междувременно в страната избухва стихийно селско вълнение в подкрепа на Стамболийски, останало в историята като Юнско въстание. Най-голяма сила то придобива в Плевенско и Шуменско. Плевен дори е обсаден и частично завзет от селските дружини. В крайна сметка бунтовете са потушени от военния гарнизон и други сили, верни на новата власт в София.
Сам Стамболийски организира няколко хиляди селяни и местни оранжевогвардейци и прави опит за обсада на Пазарджик. Заповед за нападение не е дадена. Силите са неравни и след като местният гарнизон не се подчинява на законния министър-председател, на 11 юни Стамболийски разпорежда на селяните да се пръснат, за да не се стигне до по-нататъшни кръвопролития. Междувременно гвардията под ръководството на Стамболийски залавя и убива по пътя за Пазарджик неколцина поддръжници на превратаджиите, както и селяни, отказали да ги подкрепят. Труповете им са обезобразени, така че близките им не успяват да ги разпознаят. Това изостря до крайност настроенията срещу Стамболийски.
Още на 10 юни военният министър Иван Вълков дава устна заповед на капитан Иван Харлаков да залови и убие Александър Стамболийски. Капитанът заминава с група военни за Пазарджик, където операцията по залавянето на Стамболийски вече се ръководи от полковник Славейко Василев. Стамболийски прави опит да се добере до двореца в Кричим, но на 13 юни е заловен при село Голак, след което е отведен в Пазарджик. По пътя тълпи от местни селяни правят неколкократно опити да спрат конвоя и да линчуват на място министър-председателя. Славейко Василев успява да избегне саморазправата. В Пазарджик Василев отказва да предаде Стамболийски на Иван Харлаков. Спорът между двамата е под чия команда той да бъде отведен в София, като Василев е осигурил за целта специален влак, който чака на гарата. След нареждане по телефона Стамболийски да бъде предаден на Харлаков, последният го качва на автомобил и го отвежда обратно във вилата му в Славовица. Там той е убит по най-жесток начин от група членове на ВМРО, водена от скопския войвода Величко Велянов. Тялото му е обезобразено до неузнаваемост и четниците се гаврят с него.[източник? (Поискан преди 2 дни)]

## Обвинения в корупция
Едно от постоянните обвинения на опозицията срещу управлението на земеделците е за огромни финансови злоупотреби. В пресата са изнесени и данни за имотни гешефти, правени от земеделската партия. Според в. „Пряпорец“ при земеделското управление от държавата са ограбени осемстотин милиона лева. Следите на част от парите се губят към вилата на Стамболийски в Славовица. Когато отрядът на кап. Харлаков овладява Славовица, вилата на Стамболийски вече е оплячкосана. Въпреки това в нея са открити огромни суми пари. Колко са били намерените пари, е трудно да се установи. Част от тях са раздадени на участниците в залавянето на Стамболийски, а останалите са предадени в БНБ. В показанията си пред съда по-късно кап. Харлаков говори за осемнайсет милиона, а ген. Иван Русев съобщава за двайсет и четири милиона лева.

## Семейство
Александър Стамболийски се жени през 1900 г. за Милена Даскалова (1875 – 1944 г.). Имат две деца: Надежда, родена през 1901 г., и Асен, роден през 1904 г.

## Оценки
Полковник Славейко Василев описва Стамболийски по времето, когато последният е военен министър. Василев е негов земляк и съученик, както и началник на канцеларията му, когато той е министър на войната. Същият участва в преврата на 9 юни 1923 г. и е организатор на ареста на сваления министър-председател. 
| „ | Близък по служебно положение до Стамболийски, аз имах възможност непосредствено да наблюдавам моралния му облик. Суетен и позьор, страстен журналист, неслужил нито един ден на военна служба, съвършено непосветен във военните въпроси, той изобщо не се интересуваше от всичко онова, което засягаше българската армия. Като военен министър той дори нямаше най-обикновеното търпение да изслушва началниците на разните отдели, даже и по най-важните въпроси. Към всичко се отнасяше с оскърбително лекомислие, употребявайки времето си в празни разговори. Най-вече с жени, които често посещаваха министерството и бяха станали със своята дръзка нахалност нетърпими за всички служащи, свикнали на по-друг ред, дисциплина и трудолюбие... Александър Стамболийски не беше човек със здрав личен морал. Тогава, когато той бълваше огън и жупел срещу софийския Содом и Гомор, в същото време се отдаваше на най-префинен разврат и оргии. Всичко това е много добре известно, за да се напомня повече. | “ |

Според Уилям Ърскин — британски пълномощен министър в София:
| „ | Най-важното събитие през изтеклата година бе свалянето на земеделското правителство... Тъй като земеделското правителство бе съставено предимно от полуобразовани демагози, на които липсваше всякакъв административен опит, естествено то допусна много грешки, като много от нормативните актове бяха набързо замислени и опорочени от класова омраза... Самият г-н Стамболийски надвишаваше значително своите колеги, тъй като притежаваше властна натура, бърз интелект и голяма енергия. Той обаче не търпеше критика, в методите му имаше деспотични елементи и не беше в състояние да прецени необходимостта от умереност към неговите политически противници и опасността, криеща се в опита да управлява страната единствено в интерес на селяните... Неговото сваляне фактически се дължеше главно на незаконното арестуване и хвърляне в затвора на буржоазните ръководители през предшестващата година, което сплоти опозицията и я убеди, че всяка насилническа проява може да бъде преодоляна само с подобни средства... | “ |

Родната къща на Стамболийски, както и вилата му в село Славовица днес са музеи. 

## Памет
Неговото име носят:
- град Стамболийски в област Пловдив;
- булевард „Александър Стамболийски“ в южната част на Пловдив;
- село Село Стамболийски в област Хасково.
- село Александър Стамболийски в област Добрич;
- язовир „Александър Стамболийски“;
- булевард „Александър Стамболийски“ в централната част на София (Карта);
- улица във Варна от 40-те години на XX век до 1991 г., когато е преименувана на „Д-р Пискюлиев“;
- улица „Александър Стамболийски“ в село Търнава, област Враца;
- улица „Александър Стамболийски“ в град Велики Преслав, област Шумен;
- булевард „Александър Стамболийски” в град Етрополе;
- улица „Александър Стамболийски” в град Стрелча;
- улица „Александър Стамболийски” в град Елхово.